# Abaysporrhöna
Abaysporrhöna (Pternistis harwoodi) är en fågel i familjen fasanfåglar inom ordningen hönsfåglar. Den förekommer mycket lokalt i Etiopien. IUCN kategoriserar den som nära hotad.

## Utseende och läten
Abaysporrhönan är en 30–34 cm lång, rundlagd och kortstjärtad hönsfågel. Den är mörk, ovan kraftigt streckad och tydligt tecknad undertill. Näbben är röd, liksom bar hud runt ögat. Liknande sahelsporrhönan är ljusare med tydliga svarta halvmånar på undersidan, medan rostkronad sporrhöna har svart näbb och bar hud runt ögat. Lätet är ett högljutt galande "ko ree" som hörs tidigare morgnar.

## Utbredning och systematik
Abaysporrhönan förekommer enbart i höglänta områden i centrala Etiopien. Den behandlas som monotypisk, det vill säga att den inte delas in i några underarter.

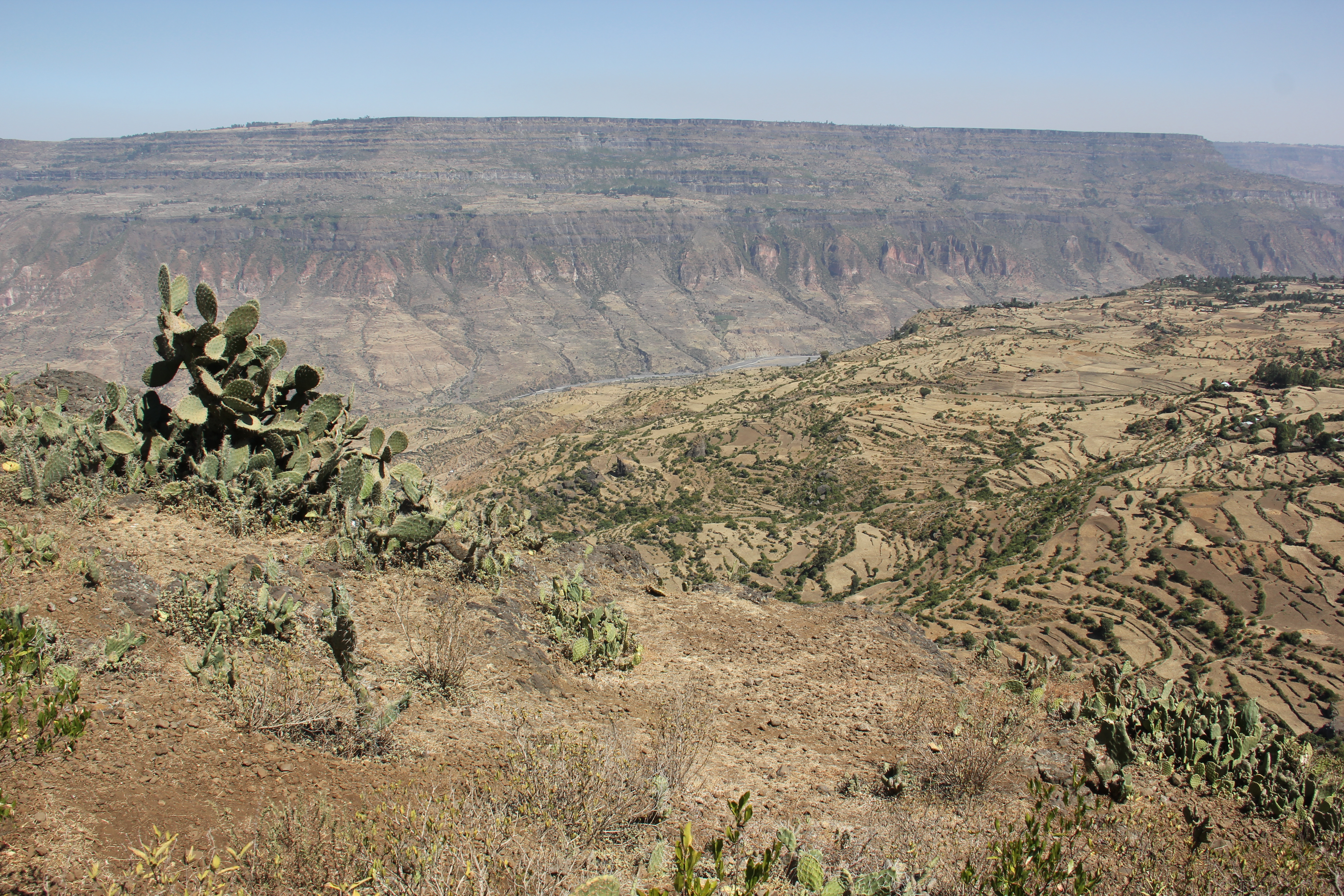
Abaysporrhönan har en mycket begränsad utbredning men är på vissa håll vanligt förekommande, som här i floden Jemmas dalgång, biflod till Blå Nilen.

### Släktestillhörighet
Tidigare placerades den i släktet Francolinus. Flera genetiska studier visar dock att Francolinus är starkt parafyletiskt, där arterna i Pternistis står närmare  t.ex. vaktlar i Coturnix och snöhöns. Även de svenska trivialnamnen på arterna i släktet har justerats från tidigare frankoliner till sporrhöns (från engelskans spurfowl) för att bättre återspegla släktskapet.

## Levnadssätt
Abaysporrhönan hittas mycket lokalt på steniga och buskiga sluttningar. Den är rätt skygg och ses vanligen i par eller smågrupper.

## Status och hot
Abaysporrhönan har en liten världspopulation bestående av uppskattningsvis endast 6 000–15 000 vuxna individer. Den tros också minska i antal till följd av habitatförlust. Internationella naturvårdsunionen IUCN kategoriserar den som nära hotad.

## Namn
Fågelns vetenskapliga namn hedrar den engelska naturforskaren Leonard Harwood. Abay är namnet på den del av Blå Nilen som börjar i Tanasjön i Etiopien.